# Nançay

Nançay este o comună în departamentul Cher, Franța. În 1 ianuarie 2022 avea o populație de 768 de locuitori.

## Locuri și monumente

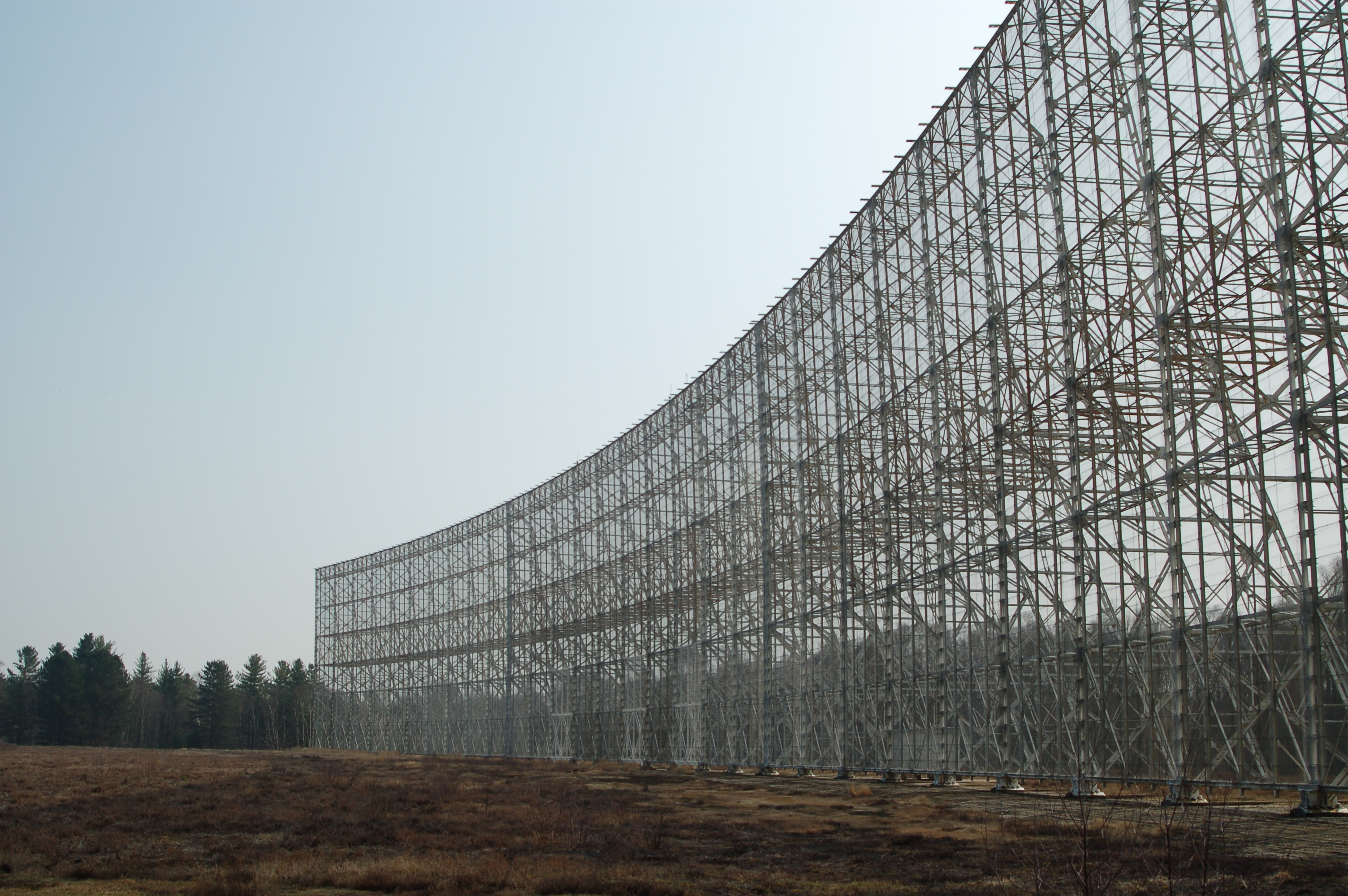
Marele radiotelescop de la Nançay

- Stația de radioastronomie cu marele radiotelescop inaugurat de Charles de Gaulle în 1965, Radioheliograful Arhivat în 26 august 2014, la Wayback Machine. (47 de antene cu diametrul de 5 m), rețeaua decametrică (144 de antene pe 10.000 m²), precum și o stație LOFAR. Terenul a fost ales în 1953 de Școala Normală Superioară pentru mărimea și relativ apropierea sa de Paris și absența rețelei industriale care ar fi putut să genereze paraziți.
- Polul Stelelor, în franceză: Pôle des Étoiles, primește vizitatori curioși să cunoască mai multe despre astronomie. Situl are instalații pedagogice, un planetariu de 40 de locuri, expoziții și propune vizitatorilor ghidați stația de radioastronomie.
- Biserica Saint-Laurian, construită în 1624, reclădită în secolul al XIX-lea, după ce fusese distrusă de un incendiu.
- Castelul din Nançay, în franceză: le château de Nançay, la origine din secolul al XII-lea, reclădit pe fundații din secolul al XV-lea, în secolul al XVI-lea pentru familia de La Châtre, apoi în 1855, pentru Léon Pépin Le Halleur, manufacturier de porțelan la Vierzon, care a întreprins o restaurare neo secolul al XVI-lea, urmând desenele executate de Georges Rouget în cursul demolării.
- Galeriile Capazza de artă contemporană, un monument creat în 1975 de Gerard și Sophie Capazza.